# Планиница (дем Кукуш)
Вижте пояснителната страница за други значения на Планиница.
Планиница или Липлак (на гръцки: Φύσκα, Фиска, до 1926 година Πλανίτσα, Планица) е село в Егейска Македония, Гърция, дем Кукуш (Килкис) на административна област Централна Македония. Планиница има население от 289 души (2001).

## География
Селото е разположено на 19 километра североизточно от демовия център град Кукуш (Килкис) и на 14 километра североизточно от Коркутово (Терпилос) в планината Карадаг (Мавровуни). На 5 km североизточно от Планиница има детски лагер (Катаскиносис), който официално признат за селище през 1961 година и е част от тогавашната община Планиница. Според преброяването от 2011 година лагерът няма постоянни жители.

## История

### В Османската империя
През XIX век Планиница е предимно българско село в казата Аврет Хисар (Кукуш) на Османската империя. Църквата „Свети Илия“ е от XIX век. В „Етнография на вилаетите Адрианопол, Монастир и Салоника“, издадена в Константинопол в 1878 година и отразяваща статистиката на населението от 1873 година, Планиница (Planinitza) е посочено като селище в Аврет Хисарската каза със 100 домакинства с 395 жители българи и 84 мюсюлмани. Според статистиката на Васил Кънчов („Македония. Етнография и статистика“) в 1900 година селото има 500 жители българи християни и 250 турци.
Цялото население на селото е под върховенството на Българската екзархия. По данни на секретаря на екзархията Димитър Мишев („La Macédoine et sa Population Chrétienne“) в 1905 година в Планиница (Planinitza) има 640 българи екзархисти и в селото работи българско екзархийско училище.
При избухването на Балканската война в 1912 година двама души от Планиница са доброволци в Македоно-одринското опълчение.

### В Гърция
След Междусъюзническата война селото попада в Гърция. Населението му се изселва в България (30 семейства или ок. 150 души в Горни Воден, Асеновградско) и на негово място са настанени гърци бежанци. В 1926 година името на селото е променено на Фиска. В 1928 година селото е изцяло бежанско с 92 семейства и 318 жители бежанци.
| Име   | Име   | Ново име | Ново име | Описание                               |
| ----- | ----- | -------- | -------- | -------------------------------------- |
| Кавак | Καβάκ | Левки    | Λεύκη    | възвишение на И от Планиница (495,6 m) |

## Личности
Родени в Планиница
- Ангел Гогов (1897 - 1933), български революционер от ВМРО
- Ангел Атанасов Кълев (1911 – 1944), български военен деец, подофицер, загинал през Втората световна война[13]
- Атанас Манолев (? – 1913), 2 рота на 3 солунска дружина, загинал на 22 юни 1913 година[14]
- Атанас Манолов (1888 – ?), 4 рота на 3 солунска дружина, ранен на 5 юли 1913 година[15]